# Zorocrates xilitla
Espèce
Zorocrates xilitla est une espèce d'araignées aranéomorphes de la famille des Zoropsidae.

## Distribution
Cette espèce est endémique de l'État de San Luis Potosí au Mexique,.

## Description
La femelle holotype mesure 10 mm et le mâle 9 mm.

## Étymologie
Son nom d'espèce lui a été donné en référence au lieu de sa découverte, Xilitla.

## Publication originale
- Platnick & Ubick, 2007 : A revision of the spider genus Zorocrates Simon (Araneae, Zorocratidae). American Museum novitates, no 3579, p. 1-44 (texte intégral).